# Дунбэйский диалект

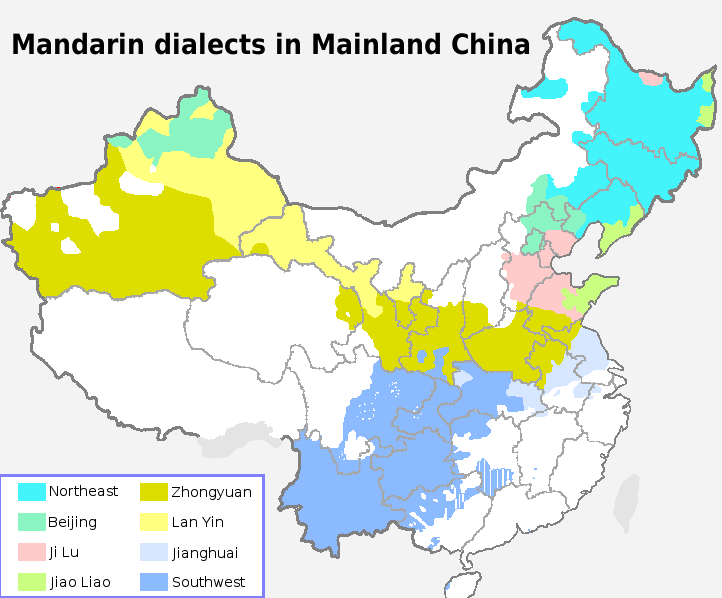
Карта диалектов севернокитайского языка

Дунбэйский диалект (кит. трад. 東北話, упр. 东北话, пиньинь dōngběihuà, палл. дунбэйхуа) — диалект севернокитайского языка. Ареал его преимущественного распространения охватывает пограничный с Россией Северо-Восточный Китай, в частности это равнинная Маньчжурия, за исключением Ляодунского полуострова, а также небольшого количества изолированных диалектных островов на крайнем северо-западе Маньчжурии. Принадлежит к северо-восточной группе говоров северного наречия китайского языка. В целом близок пекинскому диалекту и путунхуа, в некоторых классификациях объединяется с пекинским. По состоянию на 1988 год число говорящих на нём оценивалось в 82 миллиона человек. Возник в результaте смешения ряда северокитайских диалектов после начала массовой миграции ханьцев в Маньчжурию в конце ХІХ — начале ХХ вв. Ныне это территории провинций Хейлунцзян, Гирин, а также Ляонин, некоторые районы Внутренней Монголии. Испытал на себе некоторое влияние маньчжурского и монгольского языков; в р-не Харбина отмечаются также и многочисленные русизмы.

## Распространённые северо-восточные диалектизмы

### Лексика
К самым распространённым дунбэйизмам, по состоянию на 2018 год, относятся:
- 咋的啦 zǎdela — А че? Че такое? Че случилось? (синоним — 怎么了 zěnmele)
- 咋整 zázhěng — Как быть? Что предпринять? Что поделать? (синоним — 怎么办 zěnme bàn)
- 噶哈呢 gàháne — Че делаешь? Зачем? Для чего? (синоним — 干什么 gànshénme)
- 得瑟 dèse — выпендриваться, капризничать, строить из себя
- 杠杠的 gǎnggǎngde — очень хорошо
- 贼 zéi — очень, страшно, в высшей степени (синонимы — 很 hěn、非常 fēicháng、特别 tèbié)
- 得劲儿 déjìnr — удобно, уютно, приятно (синоним — 舒服 shūfu)
- 不得劲儿 bùdejinr — неудобно, неприятно, плохо себя чувствовать
- 磨叽 mòji — тянуть кота за хвост, тормозить, тележиться
- 赶趟 gǎntàng — успевать вовремя[2].

## Говоры
Дунбэйский диалект подразделяется на следующие говоры:
- Чанчуньский говор (кит. трад. 長春話, упр. 长春话)
- Харбинский говор (кит. трад. 哈爾濱話, упр. 哈尔滨话)
- Цицикарский говор (кит. трад. 齊齊哈爾話, упр. 齐齐哈尔话)
- Шеньянский говор (кит. трад. 瀋陽話, упр. 沈阳话)

Особое место в этом кругу занимает ныне почти исчезнувший тазский язык российского Приморья, на котором некогда говорили китайско-уэдегейские метисы.

## В культуре и искусстве
Дунбэйизмы часто используются в культуре и ТВ КНР с целью придания высказываниям простонародных черт. К ним прибегает и самый популярный китайский юморист Чжао Бэньшань.